# Immanuel Jakobovits
Immanuel Jakobovits (8. února 1921, Königsberg, Svobodný stát Prusko – 31. října 1999, Londýn, Spojené království) byl vrchní rabín Velké Británie a Commonwealthu. Tuto funkci zastával v letech 1967 až 1991. Předtím byl v letech 1949–1958 vrchním rabínem Irska. Byl také uznáván jako autorita v otázkách židovské lékařské etiky. V roce 1988 se stal prvním rabínem, který získal titul baron a stal se členem britské Sněmovny lordů.
V roce 1991 mu byla udělena Templetonova cena.